# Phloeopsis pubescens
Phloeopsis pubescens är en skalbaggsart som beskrevs av Blanchard 1855. Phloeopsis pubescens ingår i släktet Phloeopsis och familjen långhorningar.
Artens utbredningsområde är Samoa. Inga underarter finns listade i Catalogue of Life.